# Stachylina euthena
Stachylina euthena är en svampart som beskrevs av Manier & F. Coste 1971. Stachylina euthena ingår i släktet Stachylina och familjen Harpellaceae.   Inga underarter finns listade i Catalogue of Life.